# WWE 2K20
WWE 2K20 es un videojuego de lucha libre profesional que fue desarrollado por Visual Concepts, el cual es publicado y distribuido por 2K Sports. Su estreno mundial se produjo el 22 de octubre de 2019 para Microsoft Windows, PlayStation 4 y Xbox One.

## Desarrollo
Este es el primer juego desde WWF SmackDown! en la cual su desarrollo no se llevó a cabo por Yuke's sino por el estudio interno de 2K Visual Concepts quienes eran co-desarrolladores desde WWE 2K15; aquello dio por terminado casi 20 años de relación entre la desarrolladora japonesa y la WWE, aun así el estudio anunció que seguirá dando soporte al motor gráfico ya que usa el mismo motor que entregas pasadas. Los luchadores en portada son Becky Lynch y Roman Reigns, siendo el primer juego de la serie 2K en tener a una mujer en su portada.
La empresa anunció una edición de colección llamada "SmackDown! 20th Anniversary Edition" que conmemora los 20 años de WWE SmackDown. Esta edición incluye a Chyna cuya última aparición fue en WWF SmackDown! 2: Know Your Role, a Hulk Hogan quien apareció por última vez en WWE 2K15 y a Mankind que no aparece desde WWE 2K18. Además incluye la versión "$500 T-shirt" de The Rock, acompañados de otros artículos exclusivos como lo son: Un pedazo de falda para cuadrilátero utilizado en arenas de Smackdown entre los años 2002 al 2008, el pase de temporada para contenido extra, tarjetas exclusivas de colección para WWE SuperCard y una placa autografeada por Kurt Angle, Edge o Rey Mysterio.
Se anunció 4 DLC titulado "WWE 2K20 Originals" que ofrece versiones alternativas de sus luchadores. El primer DLC anunciado se llama "Bump In The Night" que incluye el personaje "The Fiend" Bray Wyatt además de nuevos retos, arenas y las versiones de "Swampfather" Bray Wyatt, "Demonio" Finn Bálor, FrankenStrowman, "Wicked" Aleister Black, "Unleashed Apex Predator" Randy Orton, "Fed-Up" Sheamus, "Survivor" Mandy Rose y "Twisted" Nikki Cross.

## Novedades

### Modos de juego y exhibición
Hacen su regreso oficial las Mixed Tag Team Matches, se implementó en el modo "MY Career" la posibilidad de utilizar una estrella femenina y el 2K Showcase ahora sería protagonizando por "Las cuatro jinetes de la WWE" (Becky Lynch, Charlotte Flair, Sasha Banks y Bayley) con sus luchas más míticas desde sus inicios en NXT hasta su ascenso a las marcas principales. También debutan los nuevos paquetes DLC llamados WWE 2K Originals, estos sustituirían a los paquetes DLC convencionales además tendrán diferentes temáticas mismas que incluiran versiones alternativas de las superestrellas, arenas, torres de retos que deben ser completadas para recibir recompensas, entre otras cosas.
El modo universo fue mejorado y ahora se podrán realizar hasta 9 luchas en shows semanales y hasta 14 en PPV, se añadieron más diálogos a las promos y nuevas capturas de movimiento hechas por actrices especialmente para las superestrellas femeninas, además de añadir realismo a las rivalidades. El modo Online es renovado y ahora habrá lobbies personalizables además de partidas rápidas o privadas.

## Recepción
Tras la salida de Yuke's, WWE 2k20 recibió "reseñas desfavorables" en todas las plataformas según Metacritic. Los reseñadores criticaron las físicas, las gráficas, la focalización, el cambio en los controles y los numerosos glitches.
Brian Mazique de Forbes declaró que "si bien unas pocas de las fortalezas como la suite de creación todavía son fuertes, la parte más importante, la jugabilidad está en un mal lugar." Brian Fowler de IGN dijo que el juego era un "desastre", y que la calidad del juego había degradado desde su predecesor, y que muchos de los modelos de personaje parecían que se hubieran "arrastrado fuera de un videojuego de lucha libre de la era PS2." Ben Wilson de GamesRadar+ dio el veredicto que "WWE 2k20 parece una demo de un trabajo-en-progreso que todavía debe ser puesta a prueba de estres - pero que hay un juego decente en algún lado bajo el caluroso desastre." Escribiendo para Gamespot, Richard Wakeling criticó el modo MyCareer, el nuevo diseño de los controles y los numerosos problemas técnicos, y lo declaró como el peor juego de la serie WWE 2k, y el momento en el que la serie "tocó fondo."
El juego recibió un rechazo notable en las redes sociales, donde el hashtag #FixWWE2k0 empezó a ser tendencia. Muchos jugadores, quienes compraron la edición del coleccionista del juego, revelaron que su tarjeta de arte no fue firmada, con Edge y 2k inmediatamente pidiendo las ediciones nuevamente para que fuesen firmadas. Al inicio de 2020, el juego fue declarado casi injugable debido a un bug de "Y2k20".
Consecuencia del gran rechazo de los jugadores el videojuego WWE 2K21 que se lanzaria posterior al WWE 2K20 fue cancelado.

## Ediciones
El 5 de agosto de 2019, además de revelar la portada oficial del videojuego, también se confirmó que se contaría con 3 ediciones, las cuales serán lanzadas entre el 19 y el 22 de octubre de 2019.
| Edición       | DLC de regalo                             | Pase de temporada | Incentivo de reserva | Coleccionables | Precio     |
| ------------- | ----------------------------------------- | ----------------- | -------------------- | -------------- | ---------- |
| Estándar      | 2K Originals DLC                          | No                | Si                   | No             | 59.99 USD  |
| Deluxe        | Chyna, Hulk Hogan, Mankind y The Rock '02 | Si                | Si                   | No             | 89.99 USD  |
| Coleccionista | Chyna, Hulk Hogan, Mankind y The Rock '02 | Si                | Si                   | Si             | 129.99 USD |

## Roster
Las superestrellas en negrita hacen referencia a debuts o regresos.
| - Raw 1. AJ Styles 2. Akam 3. Alexa Bliss 4. Baron Corbin 5. Becky Lynch 6. Big Show 7. Billie Kay 8. Bobby Lashley 9. Braun Strowman 10. Bray Wyatt 11. Brock Lesnar 12. Cedric Alexander 13. Cesaro 14. Curt Hawkins 15. Dana Brooke 16. Dash Wilder 17. Drew McIntyre 18. EC3 19. Eric Young 20. Erik 21. Heath Slater 22. Ivar 23. Jey Uso 24. Jimmy Uso 25. John Cena 26. Kalisto 27. Karl Anderson 28. Lacey Evans 29. Luke Gallows 30. The Miz 31. Mojo Rawley 32. Naomi 33. Natalya 34. Nia Jax 35. Nikki Cross 36. No Way Jose 37. Peyton Royce 38. Rey Mysterio 39. Rezar 40. Ricochet 41. Robert Roode 42. Ronda Rousey 43. Ruby Riott 44. Sami Zayn 45. Samoa Joe 46. Sarah Logan 47. Sasha Banks 48. Scott Dawson 49. Seth Rollins 50. Titus O'Neil 51. Zack Ryder | - SmackDown Live 1. Aleister Black 2. Ali 3. Andrade 4. Apollo Crews 5. Asuka 6. Bayley 7. Big E 8. Bo Dallas 9. Buddy Murphy 10. Carmella 11. Chad Gable 12. Charlotte Flair 13. Curtis Axel 14. Daniel Bryan 15. Dolph Ziggler 16. Elias 17. Ember Moon 18. Finn Bálor 19. Jeff Hardy 20. Jinder Mahal 21. Kairi Sane 22. Kane 23. Kevin Owens 24. Kofi Kingston 25. Lana 26. Lars Sullivan 27. Liv Morgan 28. Mandy Rose 29. Maryse 30. Matt Hardy 31. Mickie James 32. Otis 33. R-Truth 34. Randy Orton 35. Roman Reigns 36. Rowan 37. Rusev 38. Sheamus 39. Shelton Benjamin 40. Shinsuke Nakamura 41. Sonya Deville 42. Tamina 43. Tucker 44. Xavier Woods 45. Zelina Vega | - NXT/NXT UK 1. Adam Cole 2. Angelo Dawkins 3. Bianca BelAir 4. Bobby Fish 5. Candice LeRae 6. Dakota Kai 7. Fandango 8. Io Shirai 9. Jaxson Ryker 10. Johnny Gargano 11. Kassius Ohno 12. Keith Lee 13. Kyle O'Reilly 14. Mark Andrews 15. Matt Riddle 16. Mia Yim 17. Montez Ford 18. Noam Dar 19. Pete Dunne 20. Rhea Ripley 21. Roderick Strong 22. Shane Thorne 23. Shayna Baszler 24. Tommaso Ciampa 25. Toni Storm 26. Trent Seven 27. Tyler Bate 28. Tyler Breeze 29. Velveteen Dream | - 205 Live 1. Akira Tozawa 2. Ariya Daivari 3. Brian Kendrick 4. Drew Gulak 5. Gran Metalik 6. Humberto Carrillo 7. Gentleman Jack Gallagher 8. Lince Dorado 9. Mike Kanellis 10. Oney Lorcan 11. Sin Cara 12. Tony Nese | - Leyendas/Alumni/Agentes Libres 1. Alicia Fox 2. André The Giant 3. Batista 4. Beth Phoenix 5. Big Boss Man 6. Booker T 7. Bret Hart 8. Brie Bella 9. Brutus Beefcake 10. Christian 11. Diesel 12. Dusty Rhodes 13. Eddie Guerrero 14. Edge 15. Goldberg 16. Harper 17. Jake Roberts 18. Jerry "The King" Lawler 19. Jim Neidhart 20. Kevin Nash 21. Kurt Angle 22. Lita 23. Mark Henry 24. Molly Holly 25. Mr. McMahon 26. Nikki Bella 27. Paige 28. Papa Shango 29. Randy Savage 30. Razor Ramon 31. Ricky Steamboat 32. The Rock 33. Roddy Piper 34. Scott Hall 35. Shane McMahon 36. Stephanie McMahon 37. Stone Cold Steve Austin 38. Shawn Michaels 39. Ted DiBiase 40. Triple H 41. Trish Stratus 42. Ultimate Warrior 43. The Undertaker 44. X-Pac |

| - Versiones alternativas y retro 1. Bayley '15 2. Bayley '17 3. Becky Lynch '15 4. Becky Lynch '17 5. Charlotte Flair '14 6. Charlotte Flair '15 7. Charlotte Flair '17 8. Charlotte Flair '18 9. Kurt Angle '01 10. Kurt Angle '06 11. Natalya '14 12. Natalya '16 13. Nia Jax '17 14. Nikki Bella '15 15. Nikki Bella '16 16. Ric Flair '88 17. Ric Flair '91 18. Sasha Banks '15 19. Sasha Banks '17 20. Sasha Banks '18 21. Shawn Michaels '97 22. Shawn Michaels '05 23. Sting '91 24. Sting '99 25. Triple H '01 26. The Undertaker '02 27. The Undertaker '91 | - Extras 1. Brooklyn Von Braun 2. Cole Quinn 3. Josie Jane 4. El Mago Jr. 5. Reilly Flash 6. Ribbie | - Managers 1. Bobby Heenan 2. Drake Maverick 3. Maria Kanellis 4. Maryse 5. Paul Heyman 6. Samir Singh 7. Sunil Singh | - NPC 1. Byron Saxton 2. Corey Graves 3. Greg Hamilton 4. Matt Bloom 5. Michael Cole 6. Renee Young 7. Sara Del Rey |

1DLC: Deluxe.

2DLC: 2K Originals - Pack 1.

3Bonus de pre-orden.

### Campeones predeterminados
Estos son los campeonatos que estarán disponibles en el juego, algunos de estos debido a la fecha de lanzamiento o con motivo de ser DLC no están actualizados.
| Campeonato                                 | Campeón                   | Marca              |
| ------------------------------------------ | ------------------------- | ------------------ |
| WWE Championship                           | Kofi Kingston             | SmackDown Live     |
| WWE Universal Championship                 | Seth Rollins              | Raw                |
| WWE United States Championship             | AJ Styles                 | Raw                |
| WWE Intercontinental Championship          | Shinsuke Nakamura         | SmackDown Live     |
| SmackDown Tag Team Championship            | The New Day               | SmackDown Live     |
| Raw Tag Team Championship                  | The O.C.                  | Raw                |
| SmackDown Women's Championship             | Bayley                    | SmackDown Live     |
| Raw Women's Championship                   | Becky Lynch               | Raw                |
| WWE Women's Tag Team Championship          | Alexa Bliss & Nikki Cross | Raw/SmackDown Live |
| WWE Cruiserweight Championship             | Drew Gulak                | 205 Live           |
| NXT Championship                           | Adam Cole                 | NXT                |
| NXT North American Championship            | Velveteen Dream           | NXT                |
| NXT Women's Championship                   | Shayna Baszler            | NXT                |
| NXT Tag Team Championship                  | Street Profits            | NXT                |
| WWE United Kingdom Championship            | Vacante                   | NXT UK             |
| WWE Championship '13-'14                   | Vacante                   | N/A                |
| WWE Championship '05-'13                   | Vacante                   | N/A                |
| WWE Undisputed Championship                | Vacante                   | N/A                |
| WWE Championship '98-02                    | Vacante                   | N/A                |
| WWE Championship '88-'98                   | Vacante                   | N/A                |
| WWE Championship (Brahma Bull)             | The Rock                  | N/A                |
| WWE Championship (Smoking Skull)           | Steve Austin              | N/A                |
| World Heavyweight Championship             | Vacante                   | N/A                |
| WCW World Heavyweigth Championship '91-'93 | Vacante                   | N/A                |
| WCW World Heavyweight Championship '88     | Vacante                   | N/A                |
| WCW World Heavyweight Championship (NWO)   | Vacante                   | N/A                |
| ECW Championship '08-'10                   | Vacante                   | N/A                |
| ECW World Championship '06-'08             | Vacante                   | N/A                |
| ECW World Heavyweight Championship '94-'01 | Vacante                   | N/A                |
| NXT Championship '12-'17                   | Vacante                   | N/A                |
| NXT Tag Team Championship '13-'17          | Vacante                   | N/A                |
| NXT Women's Championship '13-'17           | Vacante                   | N/A                |
| WWE Intercontinental Championship '98-'11  | Vacante                   | N/A                |
| WWE Intercontinental Championship '94      | Vacante                   | N/A                |
| WWE Intercontinental Championship '90      | Vacante                   | N/A                |
| WWE United States Championship (Cena)      | Vacante                   | N/A                |
| WWE Tag Team Championship '10-'16          | Vacante                   | N/A                |
| WWE Tag Team Championship '02-'10          | Vacante                   | N/A                |
| World Tag Team Championship '02-'10        | Vacante                   | N/A                |
| World Tag Team Championship '97-'02        | Vacante                   | N/A                |
| WWE European Championship                  | Vacante                   | N/A                |
| WWE Hardcore Championship                  | Vacante                   | N/A                |
| WWE Million Dollar Championship            | Ted DiBiase               | N/A                |
| WWE Cruiserweight Championship             | Vacante                   | N/A                |
| WWE Light Heavyweight Championship         | Vacante                   | N/A                |
| WWE Divas Championship                     | Vacante                   | N/A                |
| WWE Women's Championship '98-'10           | Vacante                   | N/A                |
| WCW United States Championship             | Vacante                   | N/A                |
| WCW Cruiserweight Championship             | Vacante                   | N/A                |
| WCW Hardcore Championship                  | Vacante                   | N/A                |
| WCW Tag Team Championship                  | Vacante                   | N/A                |
| WCW Tag Team Championship '91-'96          | Vacante                   | N/A                |
| ECW Television Championship                | Vacante                   | N/A                |
| ECW Tag Team Championship                  | Vacante                   | N/A                |

### Arenas
- Arenas principales
  - Raw
  - SmackDown Live
  - 205 Live
  - NXT
  - WWE Main Event
  - Royal Rumble (2019)
  - Elimination Chamber (2019)
  - Fastlane (2019)
  - WrestleMania 35
  - Money in the Bank (2019)
  - Extreme Rules (2018)
  - SummerSlam (2018)
  - Hell in a Cell (2018)
  - TLC: Tables, Ladders & Chairs (2018)
  - Survivor Series (2018)
  - Clash of Champions (2018)

## Banda sonora
Las músicas de WWE 2K20 fueron realizadas por muchos compositores. Entre ellos están Muse, Sawetiee, Grandson, Poppy, Banks, Lil Uzi Vert, Barns Courtney, The Black Keys, Motley Crue, The Misfits, Watt y Bring Me The Horizon.
Originalmente se informó que Eminem estaba haciendo la banda sonora, pero el 17 de agosto de 2019, las negociaciones no se pudieron hacer.

| Listado de pistas |                        |                                   |          |  |
| N.º               | Título                 | Intérprete(s)                     | Duración |  |
| 1.                | «Gimme»                | Banks                             | 3:39     |  |
| 2.                | «"99"»                 | Barns Courtney                    | 3:19     |  |
| 3.                | «Wonderful Life»       | Bring Me the Horizon y Dani Filth | 4:34     |  |
| 4.                | «Stigmata»             | Grandson                          | 3:37     |  |
| 5.                | «XOTour Llif3»         | Lil Uzi Vert                      | 3:02     |  |
| 6.                | «The Dirt (Est. 1981)» | Motley Crue y Machine Gun Kelly   | 3:52     |  |
| 7.                | «The Dark Side»        | Muse                              | 3:47     |  |
| 8.                | «Metal»                | Poppy                             | 3:38     |  |
| 9.                | «Icy Girl»             | Saweetie                          | 1:49     |  |
| 10.               | «Lo/Hi»                | The Black Keys                    | 2:57     |  |
| 11.               | «Hybrid Moments»       | The Misfits                       | 1:42     |  |
| 12.               | «Burning Man»          | Watt y Post Malone                | 3:17     |  |